# Дело Преображенских
Дело Преображенских, «дело антикваров» — расследование и суд над супружеской четой антикваров Татьяны и Игоря Преображенских, в 2004 году занимавшихся продажей поддельных картин русских художников реалистической школы.
В 2008 году Татьяна Преображенская получила девять лет колонии общего режима, её муж Игорь — восемь с половиной лет колонии строгого режима. Преображенская в 2009 году вышла из тюрьмы по условно-досрочному освобождению.

## Уголовное дело
В 2004 году супруги Преображенские переехали из Петербурга в Москву и открыли в Гостином дворе частную галерею «Русская коллекция» (сама Татьяна родом из Хабаровска). После этого, в марте 2004 года гендиректор галереи Татьяна Преображенская познакомилась с Валерием Узжиным, коммерческим директором компании «Элекс-авто». Он ранее собирал антикварные часы и серебро, и попросил её помощи в собрании коллекции русского пейзажа. Узжин стал эксклюзивным клиентом Преображенской, которому она не позволяла работать с другими дилерами (пресса сообщает, что по материалам уголовного дела, она угрожала тем коллегам, которые пытались его «перехватить», за что была исключена из ассоциации арт-дилеров). Как пишет «Коммерсант», «допрошенные в суде коллеги антикваров рассказывали, что супруги угрожали им расправой, если они попытаются что-то продать господину Узжину без их ведома». Как гласит приговор, максимальная изоляция клиента стала одним из важных условий успешной аферы. Ни одна из сделок бизнесмена и антикваров официально не оформлялась, как объясняла Преображенская покупателю — чтобы сэкономить деньги на налогах.
За год Узжин купил 34 картин, в том числе 9 работ Александра Киселёва, произведения Ивана Шишкина, Айвазовского и других известных художников, потратив на это 8 млн долл. (самой дорогой была картина Шишкина ценой в 700 тыс. долл.). Однако однажды к бизнесмену пришли гости — искусствоведы из Третьяковской галереи. «У тебя здесь девять штук Киселёва, тогда как в Третьяковке всего семь. Так не бывает», — передал на суде их слова потерпевший. После этого Узжин начал собственное расследование, в ходе которого пришел к выводу, что 15 из купленных работ — подделки. (Следствие смогло доказать только 5 подделок, хотя на комплексную экспертизу в компании «Арт консалтинг» было представлено 13 картин и 2 изделия из бронзы и серебра из коллекции Узжина).
В одном из зарубежных каталогов коллекционер обнаружил купленную им русскую картину за подписью другого автора. «Я долго не мог поверить и даже начал пересчитывать листики на деревьях», — рассказал он, давая показания в суде.

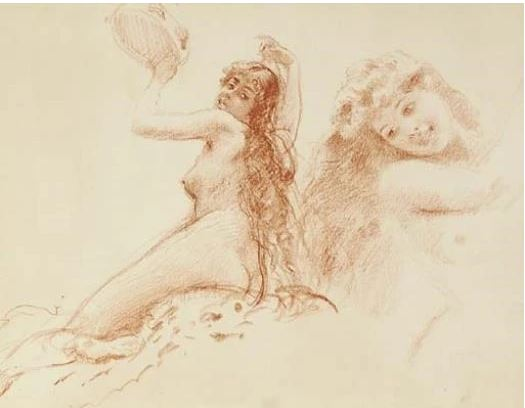
Судя по описанию, речь, возможно, идет об этом рисунке Маковского, купленном кем-то на аукционе Christie’s 8 сентября 2004 года за 8,365 долл., однако эта цена слишком мала для объявленной потерпевшим в 837 тыс. руб.

Клиент потребовал у дилера возврата денег, однако Преображенская перестала отвечать на его звонки. Кроме того, она обманным путем забрала из багетной мастерской купленный клиентом, как пишут, на аукционе Sotheby`s, набросок Константина Маковского «Обнаженная с тамбурином» (что, как «кража», станет одним из эпизодов обвинения) Вскоре Татьяна Преображенская попыталась продать «Обнаженную» через одну из московских галерей за 30 тыс. долл, но её владелец отказался от сделки, и рисунок исчез. На стадии доследственной проверки Татьяна Преображенская признавала, что присвоила «Обнаженную», объясняя это компенсацией за причиненный ей ущерб", ранее она написала заявление на Узжина из-за обмана во время покупки недвижимости с его помощью.
Узжин написал заявление в департамент по экономическим преступлениям МВД, и 16 октября 2005 года супруги были арестованы с помощью спецназа в своей квартире на Плющихе. Татьяна Преображенская намеревалась оказать сопротивление, достав травматический пистолет «Оса», но не успела выстрелить.
Игорь Преображенский, преподаватель Общевойсковой академии, числился в арт-галереи менеджером по персоналу, а фактически, по её словам, являлся только водителем жены. По словам потерпевшего, роль Игоря действительно была небольшой — «он возил деньги и картины, да вел умные разговоры, но ходил почему-то все время с пистолетом». Татьяна Михайловна Преображенская утверждала, что является кандидатом искусствоведения. Она выдавала клиенту самодельные удостоверения подлинности картин и гарантии на бланках своей галереи.
Более двух лет следователи следственного комитета при МВД РФ и главного следственного управления столичного ГУВД занимались расследованием дела. Выемки документов и обыски были проведены в Центре им. Грабаря, который давал экспертизы, однако обвинение никому из его сотрудников не было предъявлено.
В октябре 2006 года их выпустили из СИЗО и дело вроде бы начало разваливаться, однако после его передали из следственного комитета при МВД в Главное следственное управление при ГУВД Москвы и супругам было предъявлено новое обвинение. 11 сентября 2007 года Татьяну опять поместили в СИЗО. Далее на протяжении почти всего судебного разбирательства Татьяна Преображенская находилась в СИЗО, а Игорь — под подпиской о невыезде. Вначале она утверждала, что никаких картин не продавала, тем более, что договоров на эти продажи, с целью ухода от налогов, не было заключено.

### Суд
11 ноября 2007 года началось рассмотрение дела Тверским судом Москвы. Гособвинение просило для Татьяны Преображенской 11 лет колонии, для Игоря Преображенского — 10 лет. Потерпевшими по делу, как пишет «Совершенно секретно», помимо Валерия Узжина признаны некие Виктор Кан и Александр Ястребов.
После трех лет следствия и судебных разбирательств приговор был вынесен 6 августа 2008 года.
Супруги признаны виновными:
- по ст. 159 (мошенничество, совершенное организованной группой в особо крупном размере), как организаторы преступной группы, виновные в продаже 5 поддельных картин на сумму более $700 тыс.,
- по ст. 164 (хищение предметов, имеющих особую художественную и историческую ценность), как виновные в краже наброска Константина Маковского ценой 837 тыс. руб.
- по ст. 199 (уклонение от уплаты налогов), в неуплате налогов в размере 4,68 млн руб. с проданных в 2004 году Узжину двух подлинных картин Шишкина и Айвазовского.

Татьяна Преображенская получила 9 лет колонии общего режима, её муж Игорь — 8 с половиной колонии строгого режима.
Суд постановил взыскать в пользу пострадавшего 21,6 миллиона рублей, что означает упразднение имущества галереи, в том числе продажу арестованного имущества (54 картины и 41 гравюра). Подсудимые были намерены обжаловать приговор. Фальшивые картины, согласно решению суда, должны быть уничтожены, поскольку потерпевший не выразил желания их забрать: «Они не были истребованы потерпевшим и художественной ценности не представляют». Позже решение об уничтожении вещдоков было отменено Мосгорсудом. Рисунок Маковского так и не был найден.
17 декабря 2008 года суд смягчил им наказание: Татьяне Преображенской наказание снижено с 9 до 5,5 лет лишения свободы, Игорю Преображенскому — с 8 до 5 лет.
5 октября 2009 года суд ещё раз снизил им наказание. Владимирский городской суд принял решение об условно-досрочном освобождении Татьяны Преображенской. Игорь остался за решеткой, в дальнейшем информации о его освобождении не появилось.

### Преступление и сообщники
На комплексную экспертизу было представлено 13 картин и 2 изделия из бронзы и серебра, помимо сотрудников «Арт консалтинга» в них участвовали и привлеченные специалисты из Третьяковской галереи и НИИ реставрации. По сведениям «Коммерсанта», только 2 работы из них были отнесены экспертами к неизвестным авторам XIX века, прочие же вещи были признаны подделками. Их выдавали за работы Александра Киселёва, Владимира Орловского, Николая Кузнецова и ещё нескольких русских художников конца XIX — начала XX века. Кроме картин, поддельными оказались медная скульптура «Башкир. Ветрено» (выдавалась за работу Евгения Лансере), и серебряное основание для конфетницы за 14 тыс. долл. (якобы изделие фабрики Николая Немирова-Колодкина). Экспертиза выяснила, что клейма фабрик на них были поддельными.
В итоге до суда дошло только 5 случаев доказанных подделок: четыре картины Александр Киселёва и одна Владимира Орловского:
1. «Ландшафт» Януса ла Кура → «Летний день. Дорога вдоль опушки леса» Киселёва (135 тыс. долл.)
2. «Деревья у озера» Януса ла Кура → «На берегу реки» (165 тыс. долл.)
3. Картина «Летний день на берегу озера Юэль» (Ved Juel So. Sommerrafen i Juni) Януса ла Кура → «Летний день. На берегу озера» Киселёва (120 тыс. долл.)
4. Картина Андерса Андерсона-Люнбдю → «Летний день. Пейзаж с рекой» Киселёва (155 тыс. долл.)
5. «Скалистый берег» Андерса Андерсона-Люнбдю → «Пасмурный день на берегу моря» Владимира Орловского (155 тыс. долл.)[10]. Также журналисты называют другую работу якобы Владимира Орловского «Заросший пруд», на самом деле «Хутор на берегу заросшей речки» Андерса Андерсона-Люнбдю[22]

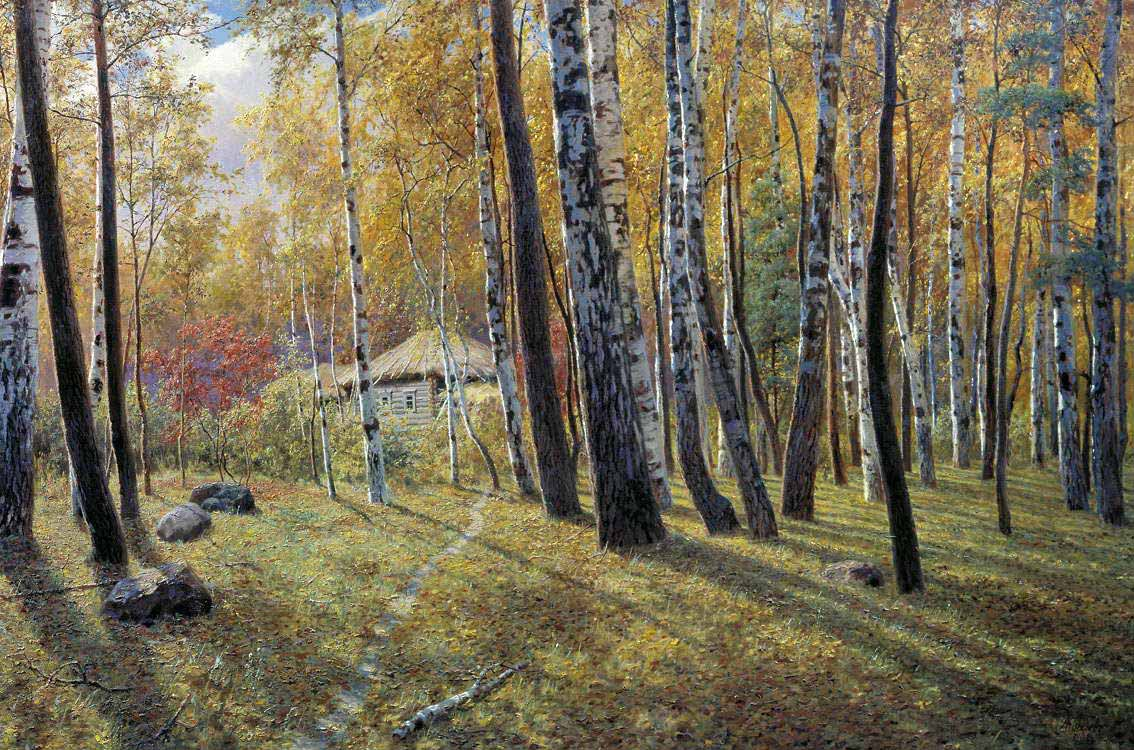
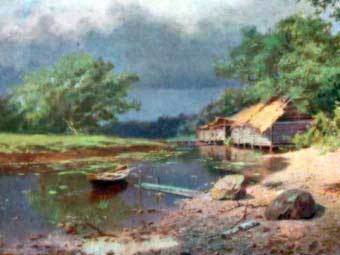
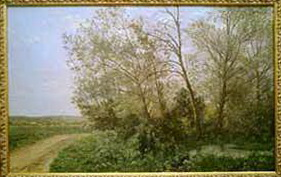

Этот метод изготовления подделок стал известен на антикварном рынке под сленговым названием «перелицовка» — картины дешевых европейских художников переделывались в дорогие работы русских путем замены автографа и характерных деталей.
Для создания этих «русских пейзажей» были использованы картины малоизвестных художников Януса ла Кура и Андерса Андерсона-Люнбдю (Anders Andersen-Lundby), купленные в Дании и контрабандой доставленные в Россию.
Согласно приговору, Преображенские занимались только реализацией. В своем последнем слове подсудимая сказала, что не знала, что картины являются поддельными, доверяя заключениям экспертов.
В ходе следствия было установлено, что Преображенские вступили в преступный сговор с «неустановленным лицом». Также следователи выяснили и суд их версию подтвердил, что при этом картины, послужившие основой для подделок, за границей покупал Кутейников (см. ниже). «Где именно и кем подделывались полотна, выяснить не удалось, в приговоре указано: „в неустановленном месте, в неустановленное время, неустановленными лицами“».
Как пишет Лента.ру, единственным возможным участником дела, чье имя попало в прессу, является арт-дилер Дмитрий Эдуардович Кутейников (по прозвищу «Дима Бык»). По данным «Коммерсанта», Кутейников продавал Преображенским уже подделанные картины, уже по 30-40 тыс. долл. Предположительно, именно он покупал по 5-6 тыс. долл. в Дании в 2003 году на аукционе Brunn Raasmussen те картины, из которых потом делали русские пейзажи. Из журнальных статей складывается впечатление, что Узжин, отчаявшись дозвониться до Преображенской, дошел до Кутейникова, поскольку она была его посредником при перепродаже. «Время новостей» пишет, что будто бы Кутейников даже признался Узжину, что продавал фальшивые полотна, и согласился вернуть небольшую часть денег — только то, что ему заплатила Преображенская. Потерпевший на суде сообщил: «Я приехал к нему. Говорю: Дим, твои картины? Мои, говорит. Говорю: поддельные они, разбираться надо, у меня ж их на миллион долларов. Спросил его: Дим, а как Ла Кур Киселёвым стал? Он говорит: а я привез картину, в ванну горячую опустил, и получился Киселёв. Кутейников пообещал поговорить с Татьяной Михайловной, но она отказалась возвращать деньги». Лишь безуспешно пообщавшись с этим дилером, Узжин обратился в милицию. Публикация 2008 года гласит, что Кутейников объявлен в розыск и что дело Кутейникова выделено в отдельное производство. Как позже рассказал в интервью Никита Семенов, тогда капитан милиции, занимавшийся делом, на Кутейникова вышли путем прослушки, его собирались арестовать одновременно с Преображенскими, но кто-то его предупредил и Кутейников сбежал в Бельгию. На 2014 год он все ещё оставался в розыске, а его внушительная коллекция подделок лежит под арестом в организации РОСИЗО. В статье 2017 года написано, что он в Грузии, а его бывшая жена, которая также была арт-дилером, находится в тюрьме.
Произведения имели экспертизы о подлинности от ВХНРЦ им. Грабаря. По делу свидетелем проходила эксперт, который выдал эти заключения — Татьяна Павловна Горячева, специалист по русской живописи 2-й пол. 19 века (не путать с Татьяной Вадимовной Горячевой, экспертом по авангарду). Её показания звучали так: «Подделки были выполнены превосходно. Картины были настолько похожи на русских классиков, что не возникало никаких сомнений в их подлинности». Однако эксперты других организаций выразили сомнения в добросовестности её частых ошибок. В 2005 году директор ВХНРЦ Алексей Владимиров сказал журналистам, что Горячева отстранена от экспертиз частных работ, но при этом продолжает работать с музейными экспонатами.

### Последствия
По мнению следователей, которые вели дело, это крупнейшая афера на российском рынке антиквариата за последние годы. Марат Гельман заявил, что «'вморозить фальшака пытались всегда, но этот случай очень серьёзно подорвал доверие покупателей к экспертам, поэтому рынок антиквариата сейчас находится в глубоком кризисе».
«Коммерсантъ» называет это дело «самым громким случаем мошенничества на российском рынке антиквариата». «Время новостей» пишет, что «дело антикваров» обрушило отечественный антикварный рынок, то же пишет Лента.ру: «уголовное дело против них, как принято считать в антикварных кругах, обрушило внутренний рынок русской живописи». «Российская газета» пишет, что громкий скандал, считают в антикварных кругах, обрушил внутренний рынок русской живописи. Многие коллекционеры, опасаясь приобрести дорогостоящую фальшивку, перестали покупать полотна. GQ называет его в числе самых громких арт-скандалов, и в статье 2018 года пишет, что «с 2005-го ничего резонанснее и показательнее „дела Преображенских“ так и не случилось».
После ареста Преображенских «рынок искусства тем временем трясло: считавшаяся лучшей школа экспертизы вызвала всеобщее недоверие, прессу заполонили разбирательства и аналитика, рухнули продажи. Окончательный удар нанес тогдашний эксперт Третьяковской галереи по живописи и авторитетный искусствовед Владимир Петров». В 2005 году он сделал доклад на научной конференции в Третьяковской галерее, посвященной вопросам экспертизы и атрибуции, на котором им была оглашена полномасштабная информация о новом методе подделок, получившем прозвание «перелицовка». Так она стала известной профессиональному сообществу. Как пишет ARTinvestment.RU, «это дело уже называют одной из крупнейших афер на российском рынке антиквариата. Заявление В. Узжина вывело сыщиков на сложившуюся группу фальсификаторов. Расследуя аферу, сыщики угрозыска убедились, что в России действует криминальная сеть по заказу, выпуску и продаже подделок со знаменитыми подписями. За последние три года подделки захлестнули Россию и Западную Европу. При этом фальшивки обладают столь высоким качеством, что их не распознают эксперты Sotheby’s и музеев мирового уровня». То, что вскрылся ранее неведомый метод подделки, потрясло экспертов.
Владимир Рощин, занимавшийся выпуском каталога подделок, убежден, что именно исход долгого дела Преображенских, убедил экспертов в собственной безнаказанности. «Раньше они боялись скандалов, но теперь поняли, что у них развязаны руки и им ничего не будет», — говорит Рощин.
По словам Никиты Семенова, который после этого дела стал юристом, специализирующимся на этих проблемах, за последние 20 лет было всего четыре уголовных дела, связанных с продажами подделок предметов искусства — и это одно из ключевых.
«Коммерсант» в 2007 году пишет, что «начавшийся с частной истории с антикварами Преображенскими, продавшими около 20 фальшивых работ с удостоверяющими их подлинность экспертизами, „экспертный“ скандал принял всеобъемлющие размеры и привел даже к решению Минкульта о запрете музейной экспертизы. На настоящий момент пик скандала сместился на взаимоотношения государственных музеев (в первую очередь Третьяковской галереи) и Росохранкультуры, которая требует от экспертов лицензироваться». Татьяна Маркина уточняет: «Дело антикваров осенью прошлого года сделало публичной проблему многочисленных подделок картин русских художников (путем „перелицовки“ западноевропейских работ). Зимой 2007 и в 2008 году были выпущены четыре тома „Каталога подделок“, в котором опубликованы пары картин — до и после их переделки фальсификаторами, готовится к печати пятый том. Ещё одно следствие дела антикваров — запрет российским государственным музеям давать коммерческие экспертизы и вынужденное признание Третьяковской галереи в выданных ею ошибочных заключениях».

## Связанные дела и другие картины
Хотя в уголовном деле фигурировали только пять доказанных подделок, считалось, что антиквары продали более ста картин.
В 2005 году «Коммерсант» писал, что одна из картин Преображенских, по некоторым данным, оказалась в коллекции Путина: «по рассказам антикваров, это дело начали расследовать лишь после того, как фальшивки из этой серии обнаружили в коллекции Владимира Путина», рассказал изданию Марат Гельман.
25 апреля 2006 года в милицию обратился коллекционер Александр Николаев, по его словам, в декабре 2004-го он приобрел у Игоря Преображенского за 85 тыс. долл. картину Шишкина «Лесной пейзаж». В дальнейшем выяснилось, что это копия.
В 2017—2018 годах гремел скандал, связанный со странной коллекцией русского авангарда Игоря Топоровского. Тогда снова всплыла фамилия Преображенских. В их деле нашлась расписка Топоровского в получении почти $3 млн долл. от Преображенских за две картины Кандинского и Малевича, взятых у него для продажи; а также протокол его допроса, где он показал, что эти картины происходят из семьи Орбели через некоего Камо Манукяна (Топоровский говорит о нём «человек из семьи Орбели»). Экспертиза двух картин не была проведена, так как неназванный покупатель отказался их предоставить следствию. По словам Топоровского, все это является ложью